# John George Children
John George Children ( 18 de mayo de 1777 – 1 de enero de 1852 en Halstead/Kent) fue un químico, minerólogo y zoólogo británico.

## Biografía
Children estudió en el Queens' College de Cambridge.
En 1822 estaba trabajando como bibliotecario en la Sección de Antigüedades en el Museo Británico cuando fue designado guardián auxiliar de la Sección de la Historia Natural en la sucesión a William Elford Leach. El nombramiento resultó polémico porque estaba menos calificado que el otro solicitante, William Swainson.
Después de la división de la Sección en tres partes en 1837 se hizo guardián de la Sección de Zoología, retirándose en 1840 y tuvo éxito por ser el auxiliar de John Edward Gray.
Children fue hecho miembro de la Sociedad Real en 1807, y sirvió como su secretario en 1826, y de 1830 a 1837.

## Honores
Su nombre es honrado en la pitón de Children australiana Antaresia childreni, y en el mineral childrenita.
John James Audubon nombró un ave en su honor, pero el espécimen resultó ser un warbler amarillo juvenil.
Su hija Anna Atkins, botánica, muy conocida por su libro de fotogramas de cianotipos de algas, el primer libro de imágenes exclusivamente fotográficas que se hizo de algas.

### Literatura
- Ray Desmond. 1994. Dictionary of British and Irish Botanists and Horticulturists. Including Plant Collectors, Flower Painters, and Garden Designers. Taylor & Francis u. a., Londres, ISBN 0-85066-843-3, pp. 145
- Biography. En: Charles Knight. 1856-1872. The English cyclopaedia. A new dictionary of universal knowledge Biography. 7 vols. Bradbury, Agnew & Co, Londres

## Abreviatura (zoología)
La abreviatura Childern  se emplea para indicar a John George Children como autoridad en la descripción y taxonomía en zoología.

- Datos: Q520537
- Multimedia: John George Children / Q520537
- Especies: John George Children